# Anton Pilgram
Anton Pilgram (ur. ok. 1460 w Brnie (?), zm. 1515 w Wiedniu) – austriacki budowniczy i rzeźbiarz, przedstawiciel późnego gotyku.

## Sylwetka artysty

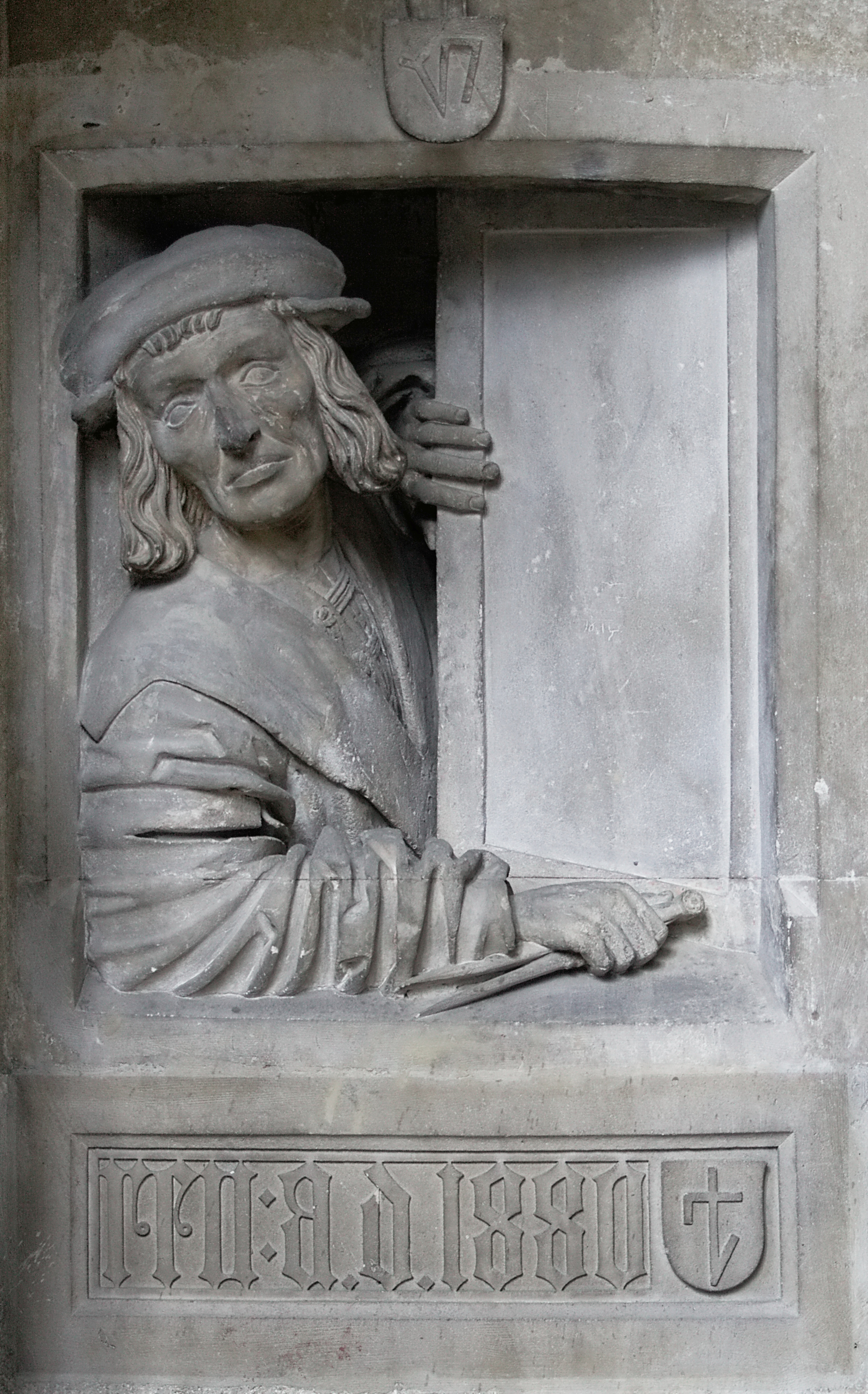
Autoportret Antona Pilgrama – fragment ambony w katedrze Św. Szczepana w Wiedniu

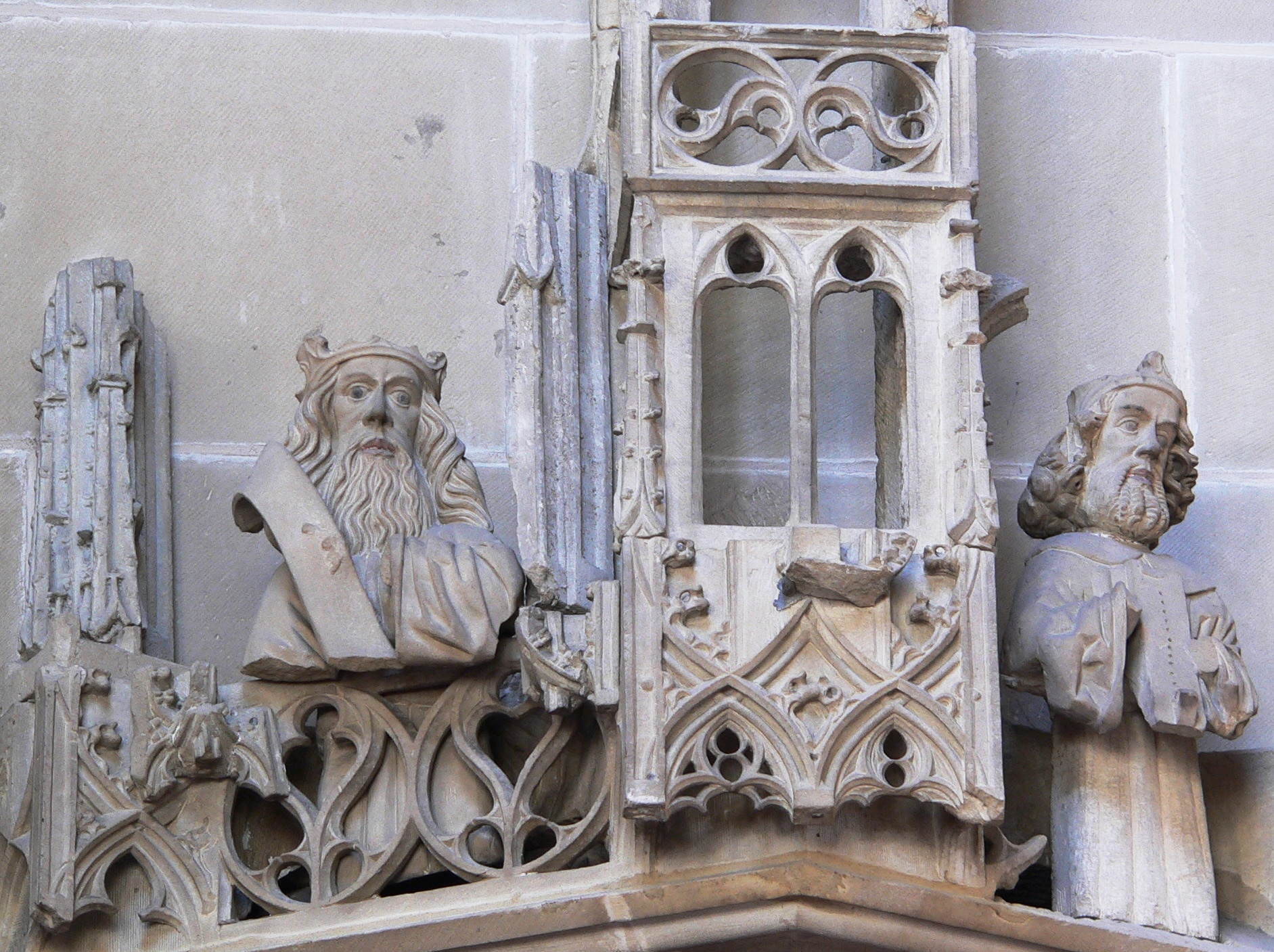
Fragment sakramentarium w kościele Św. Kiliana w Heilbronn

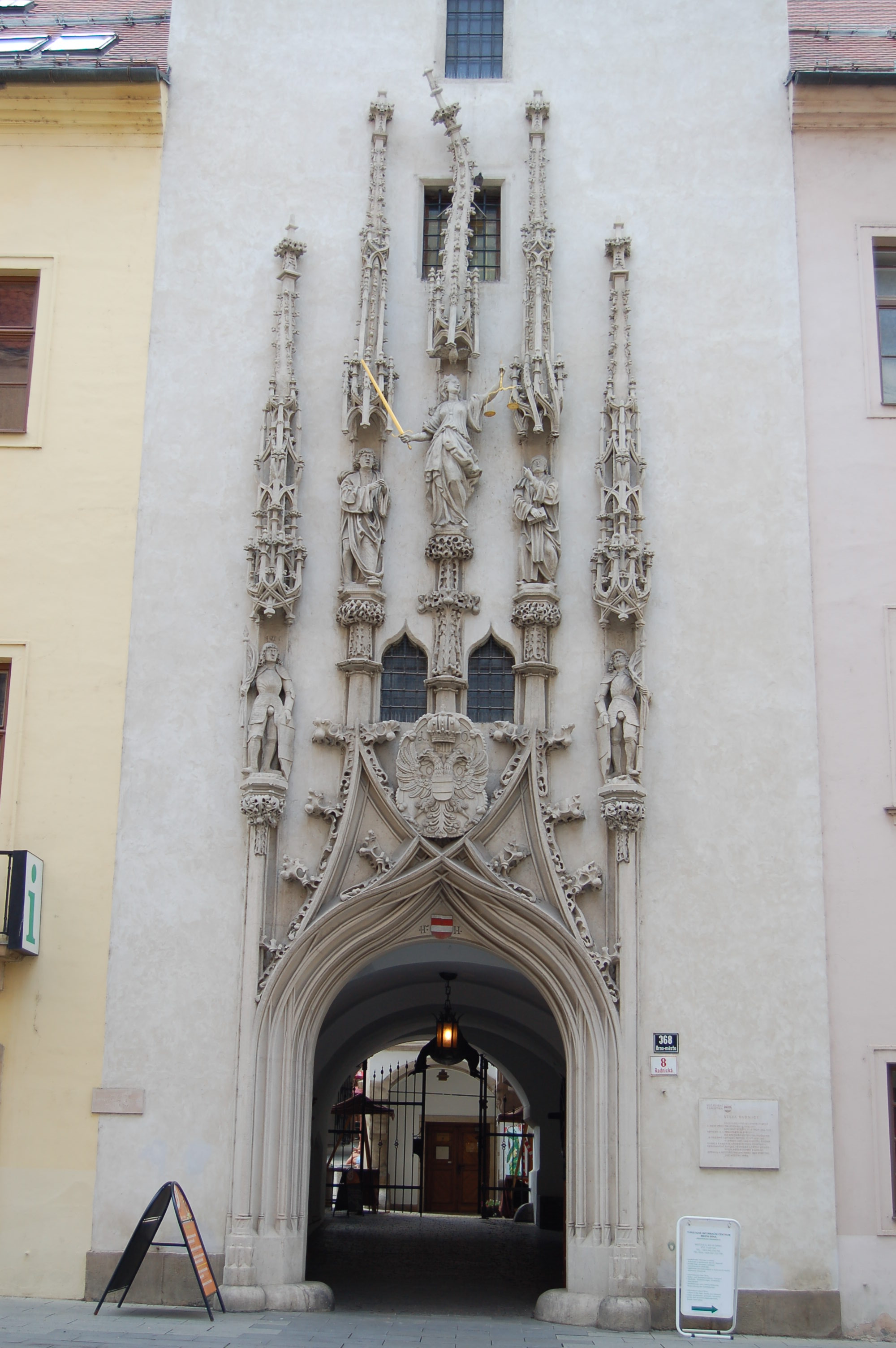
Portal ratusza w Brnie

Jego pochodzenie nie jest w pełni wyjaśnione, najprawdopodobniej swoje dzieciństwo spędził w Brnie na Morawach. Działał ok. 1480 w Wiedniu, a ok. 1481 i później w południowych Niemczech, w latach 1502–1511 w Brnie, jako budowniczy kościoła Św. Jakuba, a następnie w Wiedniu jako główny architekt i rzeźbiarz katedry. Podczas swoich wędrówek zapoznał się z twórczością m.in. Mikołaja Gerhaerta z Lejdy.

## Charakterystyka dzieł
Jego dzieła architektoniczne cechuje bardzo dobra znajomość i umiejętność analizy gotyckiego detalu architektonicznego. Równolegle z działalnością w dziedzinie architektury Anton Pilgram tworzył dzieła rzeźbiarskie, mniej bądź bardziej powiązane z architekturą, zarówno od strony formy, jak kompozycji. Jego rzeźby cechuje m.in. dążenie do prawidłowego oddania ruchu, wyrażania uczuć (psychologizacja) w postaciach, silnie zaznaczając ich indywidualne cechy. Anton Pilgram reprezentował późnogotycki realizm.

## Dzieła
- Rozbudowa kościoła Św. Kiliana w Heilbronn (Szwabia), wraz z dekoracją rzeźbiarską.
- Dekoracja rzeźbiarska kościoła Św. Jerzego w Schwieberdingen w Badenii-Wirtembergii
- Portal starego ratusza w Brnie
- Budowa kościoła Św. Jakuba w Brnie
- Ambona w katedrze Św. Szczepana w Wiedniu
- Dekoracje wnętrza katedry wiedeńskiej m.in. rzeźbione wsporniki, chór muzyczny itd.

## Literatura
- Karl Oettinger: Anton Pilgram und die Bildhauer von St.Stephan,

Wien 1951
- Andrzej Dulewicz: Encyklopedia sztuki niemieckiej, Warszawa 2002.
- Maryna Seneńko: Wiedeń, Warszawa 1975